# Черкаське вище професійне училище будівельних технологій
Черка́ське вище професійне училище будівельних технологій Черкаський професійний будівельний ліцей — державний навчальний заклад, професійно-технічний навчальний заклад у місті Черкаси.

## Історія
Училище було засноване 1969 року як Черкаське професійно-технічне училище № 15, яке готувало робітників будівельних професій. Училище готувало спеціалістів на базі середньої освіти з одно- та дворічними строками навчання. Учні знаходилися на повному державному утриманні. Першим директором училища став Сологуб Георгій Михайлович. Навчальний корпус, виробничі майстерні та 4-поверховий гуртожиток училища збудувало БМУ тресту «Черкасихімбуд». 3 червня 1994 року до училища було приєднано ліквідоване Черкаське професійно-технічне училище № 1, директором призначено Фандеєва Миколу Сергійовича. Пізніше училище стало Черкаським професійним будівельним ліцеєм. 2007 року у навчальному закладі з'явилась нова спеціальність — монтажник гіпсокартонних конструкцій, створено майстерню та кабінет для теоретичного вивчення. З 2017 року ліцей перетворено на училище і заклад отримав сучасну назву. Цього ж року було відкрито навчально-практичний центр сантехнічного обладнання і устаткування.

## Спеціальності
Ліцей готує робітників за наступними спеціальностями:
- штукатур
- лицювальник-плиточник
- маляр
- муляр
- електрозварник ручного зварювання
- плодоовочівник
- квітникар
- монтажник гіпсокартонних конструкцій
- верстатник деревообробних верстатів
- столяр будівельний

## Структура
Ліцей має гуртожиток на 400 місць та розвинену навчально-методичну базу (кабінети, майстерні, тренувальні фірми):
- навчально-практичний центр сучасних будівельних технологій монтажу гіпсокартонних конструкцій
- навчально-практичне господарство «Черкаський агротепличний комбінат»
- навчально-тренувальна фірма на базі ТОВ «Ортіс»
- кабінет сучасних технологій опоряджувальних професій
- кабінет технологій санітарно-технічних систем та устаткування
- кабінет технологій монтажу гіпсокартонних конструкцій
- кабінет технологій кам'яних робіт
- кабінет технологій опоряджувальних робіт
- кабінет технологій столярних робіт та деревообладнання
- кабінет технологій зварювальних робіт
- кабінет плодоовочівництва та квітникарства
- кабінет інформатики та інформаційних технологій
- кабінет хімії
- кабінет фізики та електротехніки
- кабінет української мови та літератури
- майстерня санітарно-технічних систем та устаткування
- майстерня сучасних технологій опоряджувальних робіт
- майстерня монтажників гіпсокартонних конструкцій
- майстерня електрозварників
- майстерня механічної обробки дерева

## Педагогічний колектив
У ліцей працюють 49 викладачів, з яких 4 викладачі професійної підготовки, 11 викладачів загальноосвітніх предметів, 20 майстрів виробничого навчання.

## Випускники
- Недоступ Костянтин Костянтинович — старший солдат Збройних Сил України, учасник російсько-української війни.